# Apartment 7A
Série Rosemary's Baby
Qu'est-il arrivé au bébé de Rosemary ?
(1976)
Pour plus de détails, voir Fiche technique et Distribution.
L'Appartement 7A (Apartment 7A) est un film américain réalisé par Natalie Erika James et sorti en 2024.
Il s'agit d'une préquelle du film Rosemary's Baby (1968), lui-même adapté du roman Un bébé pour Rosemary d'Ira Levin publié en 1967. Il raconte des évènements survenus dans le même appartement quelque temps avant l'arrivée de Rosemary et de son époux Guy Woodhouse dans le premier film.
Il est diffusé sur Paramount+.

## Synopsis
En 1965 à New York, une jeune danseuse loue une chambre à un couple de personnes âgées vivant dans un appartement où d'étranges phénomènes vont se produire,.

## Fiche technique
Sauf indication contraire, les informations mentionnées dans cette section peuvent être confirmées par les bases de données cinématographiques IMDb et Allociné,  présentes dans la section « Liens externes ».
- Titre original : Apartment 7A
- Réalisation : Natalie Erika James
- Scénario : Natalie Erika James, Christian White et Skylar James, d'après une histoire de Skylar James et d'après l'œuvre d'Ira Levin
- Musique : Adam Price
- Décors : Simon Bowles
- Costumes : Michele Clapton
- Photographie : Arnau Valls Colomer
- Montage : Andy Canny
- Production : Michael Bay, Andrew Form, Brad Fuller, John Krasinski et Allyson Seeger

Producteurs délégués :  Vicki Dee Rock et Alexa Zinz Ginsburg
- Sociétés de production : Paramount Players, Sunday Night Productions et Platinum Dunes
- Société de distribution : Paramount+
- Budget : N/A
- Pays de production :  États-Unis
- Langue originale : anglais
- Format : couleur
- Genre :  thriller, fantastique, horreur, drame
- Date de sortie[3] :  20 septembre 2024 (sur Paramount+)

## Distribution
- Julia Garner (VF : Zina Khakhoulia) : Terry Gionoffrio
- Dianne Wiest (VF : Françoise Pavy) : Minnie Castevet
- Kevin McNally (VF : Patrick Bonnel) : Roman Castevet
- Jim Sturgess (VF : Damien Ferrette) : Alan Marchand
- Marli Siu (VF : Victoria Grosbois) : Annie Leung
- Rosy McEwen : Vera Clark
- Amy Leeson : Rosemary Woodhouse
- Scott Hume : Guy Woodhouse
- Source et légende : Version française (VF) sur RS Doublage[4]

## Production

### Genèse et développement
En 2008, un remake de Rosemary's Baby (1968) est dévéloppé par les producteurs Michael Bay, Andrew Form et Brad Fuller, projet qui ne se concrétise finalement pas. En mars 2021, il est annoncé que Natalie Erika James va réaliser un thriller intitulé Apartment 7A. Elle coécrit également le scénario avec Christian White, d'après une précédent ébauche écrite par Skylar James. John Krasinski, Allyson Seeger, Michael Bay, Andrew Form et Brad Fuller participent à la production du film, développé par Paramount Players, Sunday Night Productions (en) et Platinum Dunes.
Il n'est révélé qu'en juin 2022, alors que le tournage a débuté, que le film est une préquelle à Rosemary's Baby. En août 2022, la Writers Guild of America officie le noms des scénaristes crédités au générique ainsi que le fait que le film est basé sur l'œuvre d'Ira Levin.

### Attribution des rôles
En janvier 2022, Julia Garner révèle qu'elle tiendra le rôle principal. En mars 2022, Dianne Wiest rejoint elle aussi la distribution. Elles sont ensuite rejointes par Marli Siu et Rosy McEwen.

### Tournage
Le tournage débute le 15 mars 2022 à Londres. Il s'achève en juin,. Des reshoots ont lieu en avril et mai 2023.